# Maros
Maros este o arie protejată (arie specială de conservare — SAC, sit de importanță comunitară — SCI) din Ungaria întinsă pe o suprafață de 5.964,59 ha, integral pe uscat.

## Localizare
Centrul sitului Maros este situat la coordonatele 46°11′29″N 20°29′49″E / 46.191389°N 20.496944°E.

## Înființare
Situl Maros a fost declarat sit de importanță comunitară în mai 2004 pentru a proteja 29 de specii de animale. Situl a fost protejat și ca arie specială de conservare în februarie 2010.

## Biodiversitate
Situată în ecoregiunea panonică, aria protejată conține 5 habitate naturale: Păduri mixte riverane de Quercus robur, Ulmus laevis și Ulmus minor, Fraxinus excelsior sau Fraxinus angustifolia, de-a lungul marilor râuri (Ulmenion minoris), Ape stătătoare oligotrofe până la mezotrofe, cu vegetație de Littorelletea uniflorae și/sau de Isoëto-Nanojuncetea, Păduri aluvionare cu Alnus glutinosa și Fraxinus excelsior (Alno-Padion, Alnion incanae, Salicion albae), Pajiști aluvionare inundabile, de Cnidion dubii, Râuri cu maluri nămoloase cu vegetație de Chenopodion rubri p.p. și Bidention p.p..
La baza desemnării sitului se află mai multe specii protejate:
- amfibieni (2): buhai de baltă cu burta roșie (Bombina bombina), triton cu creastă dobrogean (Triturus dobrogicus)
- mamifere (7): liliac cârn (Barbastella barbastellus), castor (Castor fiber), vidră de râu (Lutra lutra), liliac cu urechi de șoarece (Myotis blythii), liliac de iaz (Myotis dasycneme), liliac cărămiziu (Myotis emarginatus), liliac comun (Myotis myotis)
- nevertebrate (7): croitorul mare al stejarului (Cerambyx cerdo), Chilostoma banaticum, Cucujus cinnaberinus, Isophya costata, rădașcă (Lucanus cervus), Ophiogomphus cecilia, Unio crassus
- pești (12): avat (Aspius aspius), zvârluga (Cobitis taenia), romanogobio albipinnatus (Gobio albipinnatus), porcușor de nisip (Gobio kessleri), Gymnocephalus baloni, răspăr (Gymnocephalus schraetzer), țipar (Misgurnus fossilis), săbiță (Pelecus cultratus), boarță (Rhodeus sericeus amarus), dunăriță (Sabanejewia aurata), fusar (Zingel streber), pietrar (Zingel zingel)
- reptile (1): țestoasa de baltă (Emys orbicularis)

Pe lângă speciile protejate, pe teritoriul sitului au mai fost identificate 3 specii de plante, 5 specii de amfibieni, 1 specie de nevertebrate, 1 specie de reptile.